# Kardo Razzazi
Kardo Razzazi (* 17. März 1985) ist ein schwedischer Schauspieler.

## Leben
Kardo Razzazi erhielt seine Schauspielausbildung 2005/06  an der Stockholms Elementära Teaterskola und von 2008 bis 2011 an der Theaterakademie in Malmö. Anschließend stand er unter anderem am Malmö Stadsteater, am Stockholms stadsteater und am Folkteatern Göteborg auf der Bühne.
2018 verkörperte er im Film Backstabbing for Beginners von Per Fly mit Ben Kingsley die Rolle des Abhek, in der deutschsprachigen Fassung lieh ihm Samir Fuchs die Stimme. In der 2020 im ZDF gezeigten Serie Hidden Agenda mit Josefin Asplund und Alexej Manvelov war er als Rewan zu sehen. 2021 übernahm er in der Fernsehserie Huss – Verbrechen am Fjord mit Karin Franz Körlof als Katarina Huss die Rolle des Ermittlers Darius Kiani. In der deutschsprachigen Fassung wurde er von Matti Klemm synchronisiert. Im Thriller Der Abgrund (2023) von Richard Holm spielte er an der Seite von Tuva Novotny als Frigga deren Partner Dabir. 2025 war er in der Netflix-Serie Die Åre-Morde als Polizist Daniel Lindskog in einer Hauptrolle zu sehen.
Neben Schwedisch und Englisch spricht er Kurdisch.

## Filmografie (Auswahl)
- 2006: Pappas Pojkar (Kurzfilm)
- 2006: Kommissar Beck – Die neuen Fälle – Das Spiel des Todes (Fernsehserie)
- 2010: Kommissar Winter – Vänaste land (Kommissarie Winter, Fernsehserie)
- 2014: 10 000 timmar
- 2015: Min hemlighet (Fernsehserie)
- 2015: Arne Dahl: Opferzahl (Efterskalv, Fernsehreihe)
- 2018: Backstabbing for Beginners
- 2018: Border (Stimme)
- 2018: Springflut (Springfloden, Fernsehserie, eine Episode)
- 2018: Operation Ragnarök
- 2017–2019: Alex (Fernsehserie)
- 2019–2021: Heder (Fernsehserie)
- 2019: Everything I Don’t Remember / Allt jag inte minns (Mini-Serie)
- 2020: Hidden Agenda (Top Dog, Fernsehserie)
- 2020: Rauhantekijä (Fernsehserie)
- 2021: Huss – Verbrechen am Fjord (Huss, Fernsehserie)
- 2022: Rheingold
- 2023: Bullets
- 2023: Der Abgrund (Avgrunden)
- 2025: Die Åre-Morde (Åremorden, Fernsehserie)
- 2025: The Last Viking